# Mia Goth
Mia Gypsy Mello da Silva Goth, född 25 oktober 1993 i London, är en brittisk skådespelare. Hon hade sin första filmroll i den av Lars von Trier regisserade Nymphomaniac (2013) och slog igenom med X-filmserien (2022–2024) som etablerade henne som en ikon inom skräckfilmsgenren.

## Biografi

### Uppväxt
Mia Goth föddes på Guy's Hospital i London. Hennes mor är från Brasilien och hennes far från provinsen Nova Scotia i Kanada. Hennes farfar var den amerikanska konstnären Lee Jaffe och hennes mormor den brasilianska skådespelaren Maria Gladys.
Mia Goth uppfostrades av sin ensamstående mor, som ofta arbetade som servitris. De flyttade till Brasilien bara några veckor efter hennes födsel för att få hjälp av moderns familj. När Goth var fem år återvände de till Storbritannien och när hon var tio återförenades hon med sin far i Kanada. Hon har sagt att det var väldigt svårt att leva med sin far, till exempel gick hon på nio olika skolor under ett år. När hon var tolv bosatte sig modern i sydöstra London där hon fick gå på Sydenham School.

### Tidig karriär
Goth blev vid 14 års ålder upptäckt av modefotografen Gemma Booth på en festival. Booth ordnade en agent åt henne och hon blev snabbt en modell för modehusen Miu Miu och Prada och syntes i flera tidningar, som Vogue, Wonderland, Dazed och Glamour. När hon var 16 år började hon gå på audition för att bli skådespelare och fick sin första roll i Lars von Triers Nymphomaniac (2013) där hon syntes bredvid Charlotte Gainsbourg och Willem Dafoe. Hon fick också en roll i TV-serien The Tunnel (2013).
2015 var Goth, förutom att ha roller i The Survivalist, Everest och ett avsnitt ur BBC-serien Wallander, med i en modellkampanj i Vogue för Miu Miu. Kampanjen blev senare förbjuden och kontroversiell eftersom bilden på Goth såg ut som ett barn i en sexuell pose. Hon syntes sedan i skräckfilmerna A Cure for Wellness (2016) och Suspiria (2018). Den sistnämnda var en nyinspelning av filmen med samma namn från 1977. Hon syntes även i den av Claire Denis regisserade filmen High Life (2018). Hon var sedan med i filmen Emma (2020) och actiondramat Mayday (2021).

### Genombrott
Goth fick sitt genombrott när hon syntes som de båda huvudrollerna i X (2022) där hon både spelar den unga porrskådisen Maxine Minx och den äldre husägaren Pearl. Filmen var regisserad av Ti West och blev unisont kritikerrosad för sin hyllning till slasher-genren samtidigt som den bidrog till något nytt inom skräcken. De spelade samtidigt in Pearl (2022), en prequel till X som handlar om just husägaren Pearls yngre dagar. Filmen släpptes samma år och Goth var med och skrev manus. Även denna film blev hyllad och Goth blev kritikerrosad till den grad att flera kritiker tyckte hon förtjänade en oscarsnominering. Hon blev nominerad för några lokala filmpriser och filmfestivalspriser. 2024 repriserade hon rollen som Maxine Minx i den tredje delen av serien, MaXXXine. Även denna gång skulle filmen och Goth bli hyllad. Hon anses efter filmserien vara en ikon inom skräckfilms genren. Däremellan hann hon också synas bredvid Alexander Skarsgård i Infinity Pool (2023). Hennes rollprestation blev hyllad även där.
Goth har fått en roll i Guillermo del Toros kommande nyinspelning av Frankenstein och den kommande Marvelfilmen Blade.

## Privatliv
Goth gifte sig med Shia LaBeouf 10 oktober 2016 i Las Vegas. De träffades under inspelningen av Nymphomaniac. De skilde sig i september 2018, men försonades igen 2020 och fick en dotter i mars 2022.

## Filmografi (i urval)

### Film
| År   | Titel               | Roll                 | Notering       |
| ---- | ------------------- | -------------------- | -------------- |
| 2013 | Nymphomaniac        | P                    |                |
| 2014 | Magpie              | The Girl             | Kortfilm       |
| 2015 | The Survivalist     | Milja                |                |
| 2015 | Everest             | Meg Weathers         |                |
| 2016 | A Cure for Wellness | Hannah Von Reichmerl |                |
| 2017 | Marrowbone          | Jane Marrowbone      |                |
| 2018 | Suspiria            | Sara Simms           |                |
| 2018 | High Life           | Boyse                |                |
| 2019 | The Staggering Girl | Unge Sofia Moretti   | Kortfilm       |
| 2020 | Emma                | Harriet Smith        |                |
| 2021 | Mayday              | Marsha               |                |
| 2022 | The House           | Mabel                | Röstroll       |
| 2022 | X                   | Maxine Minx / Pearl  |                |
| 2022 | Pearl               | Pearl                | Även manus     |
| 2023 | Infinity Pool       | Gabi Bauer           |                |
| 2024 | MaXXXine            | Maxine Minx          | Även producent |
| 2025 | Frankenstein        | The Bride            |                |
| 2026 | The Odyssey         |                      |                |

### TV
| År   | Titel      | Roll            | Notering                    |
| ---- | ---------- | --------------- | --------------------------- |
| 2013 | The Tunnel | Sophie Campbell | 3 avsnitt                   |
| 2015 | Wallander  | Hanna Helmqvist | Avsnitt: "A Lesson in Love" |